# Goryczkowa Przełęcz Świńska
Goryczkowa Przełęcz Świńska, w skrócie Świńska Przełęcz (słow. Horičkovo sedlo Svinické, Zapadné Goričkovo sedlo) – znajdująca się na wysokości 1801 m n.p.m. przełęcz w grani głównej Tatr Zachodnich pomiędzy Goryczkową Czubą (1912 m) a Pośrednim Goryczkowym Wierchem (1873 m). Według Wielkiej encyklopedii tatrzańskiej nazwa słowacka jest podwójnie błędna, gdyż właściwie nazwa tej przełęczy nie pochodzi ani od Świnicy, ani od rośliny goryczka, lecz od Doliny Goryczkowej Świńskiej.

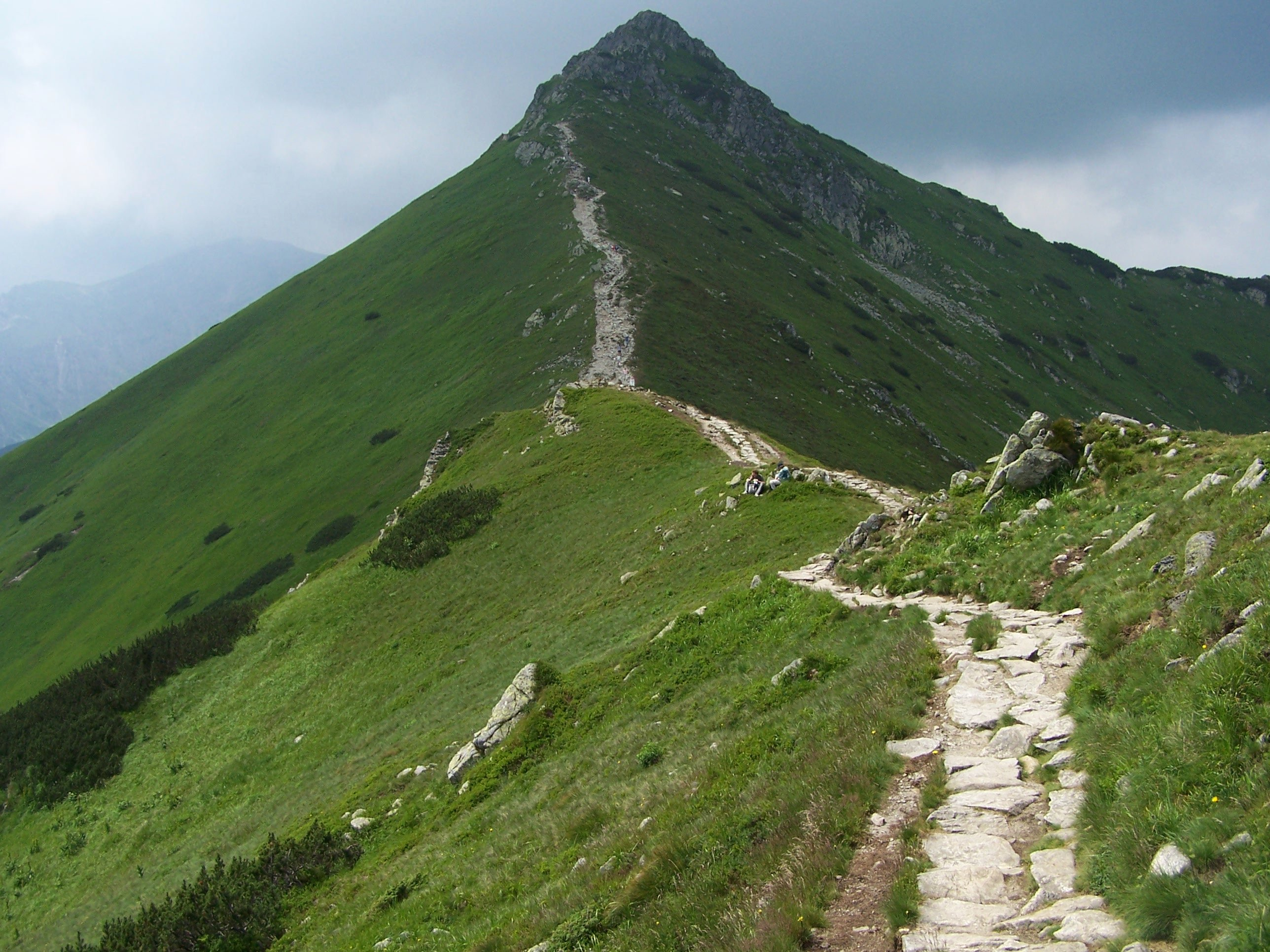
Goryczkowa Przełęcz Świńska i Goryczkowa Czuba

Przez przełęcz i szczyty te biegnie granica polsko-słowacka. Południowe stoki spod przełęczy opadają do słowackiej Doliny Cichej, północne do Świńskiego Kotła. Stoki pod przełęczą są porośnięte drobną murawą, częściowo kamieniste. Z obydwu zimą schodzą lawiny, szczególnie duże do znacznie niżej położonego dna Doliny Cichej. Od Goryczkowej Czuby i Pośredniego Wierchu Kondrackiego w stronę tej doliny odchodzą grzędy, pomiędzy którymi znajduje się depresja. Mniej więcej w środku zbocza doliny grzędy zbliżają się do siebie, tworząc duży lej. Poniżej przewężenia leju dołącza druga depresja schodząca spod Pośredniego Wierchu Goryczkowego. Śnieg gromadzący się w leju w pewnym momencie zsuwa się w postaci lawiny uchodzącej w okolicach Liptowskiego Koszaru. Władysław Cywiński w swoim przewodniku pisze: „Efekty tej «zdwojonej grozy» widoczne są po obu stronach dolnego żlebu: lasy na sąsiednich grzędach powalone lawinowymi podmuchami, w samym żlebie brak nawet młodników”.
Dawniej Dolina Goryczkowa Świńska wchodziła w skład Hali Goryczkowej. Polscy juhasi wypasali ją po samą przełęcz, a nawet dalej – przepędzali stada również na słowacką stronę, gdzie trawa była bujniejsza i nie tak wyeksploatowana, jak na polskich halach, na których liczba owiec i bydła była nadmierna do ich możliwości. Obecnie stanowi ulubione miejsce odpoczynku turystów.

## Szlaki turystyczne
– odcinek czerwonego szlaku z Kasprowego Wierchu granią główną Tatr przez Goryczkową Czubę i Suche Czuby do Przełęczy pod Kopą Kondracką. Czas przejścia: 1:20 h, z powrotem 1:40 h.